# Jean-Claude Suaudeau
Jean-Claude Suaudeau (ur. 24 maja 1938 w Cholet) – piłkarz francuski grający na pozycji defensywnego pomocnika. W swojej karierze rozegrał 4 mecze w reprezentacji Francji.

## Kariera klubowa
Swoją karierę piłkarską Suaudeau rozpoczął w klubie SO Cholet. W 1960 roku został zawodnikiem FC Nantes. W sezonie 1960/1961 zadebiutował w nim w rozgrywkach drugiej ligi francuskiej. Od czasu debiutu był podstawowym zawodnikiem Nantes. W sezonie 1962/1963 awansował z Nantes do pierwszej ligi francuskiej. W sezonie 1964/1965 wywalczył z Nantes swój pierwszy w karierze tytuł mistrza Francji. W 1966 roku obronił tytuł mistrzowski. Wystąpił też w przegranym 0:1 finale Pucharu Francji z RC Strasbourg. Po sezonie 1968/1969 zakończył swoją karierę. W barwach Nantes rozegrał łącznie 260 ligowych meczów, w których strzelił 25 goli.
| Sezon   | Klub      | Kraj    | Rozgrywki  | Mecze | Bramki |
| ------- | --------- | ------- | ---------- | ----- | ------ |
| 1960/61 | FC Nantes | Francja | Division 2 | 27    | 1      |
| 1961/62 | FC Nantes | Francja | Division 2 | 31    | 3      |
| 1962/63 | FC Nantes | Francja | Division 2 | 32    | 5      |
| 1963/64 | FC Nantes | Francja | Division 1 | 21    | 1      |
| 1964/65 | FC Nantes | Francja | Division 1 | 29    | 3      |
| 1965/66 | FC Nantes | Francja | Division 1 | 31    | 4      |
| 1966/67 | FC Nantes | Francja | Division 1 | 31    | 4      |
| 1967/68 | FC Nantes | Francja | Division 1 | 32    | 3      |
| 1968/69 | FC Nantes | Francja | Division 1 | 26    | 1      |

## Kariera reprezentacyjna
W reprezentacji Francji Suaudeau zadebiutował 28 września 1966 roku w przegranym 2:4 towarzyskim meczu z Węgrami. W swojej karierze grał w eliminacjach do Euro 68. Od 1966 do 1967 roku rozegrał w kadrze narodowej 4 mecze.
| Mecze i gole w reprezentacji | Mecze i gole w reprezentacji | Mecze i gole w reprezentacji | Mecze i gole w reprezentacji | Mecze i gole w reprezentacji | Mecze i gole w reprezentacji | Mecze i gole w reprezentacji |
| #                            | Data                         | Stadion                      | Rywal                        | Wynik                        | Gol                          | Rozgrywki                    |
| 1966                         | 1966                         | 1966                         | 1966                         | 1966                         | 1966                         | 1966                         |
| ---------------------------- | ---------------------------- | ---------------------------- | ---------------------------- | ---------------------------- | ---------------------------- | ---------------------------- |
| 1.                           | 28.09.1966                   | Budapeszt, Węgry             | Węgry                        | 2:4                          | 0                            | towarzyski                   |
| 2.                           | 22.10.1966                   | Paryż, Francja               | Polska                       | 2:1                          | 0                            | el. ME 1968                  |
| 3.                           | 11.11.1966                   | Bruksela, Belgia             | Belgia                       | 1:2                          | 0                            | el. ME 1968                  |
| 1967                         |                              |                              |                              |                              |                              |                              |
| 4.                           | 22.03.1967                   | Paryż, Francja               | Rumunia                      | 1:2                          | 0                            | towarzyski                   |

## Kariera trenerska
Po zakończeniu kariery piłkarskiej Suaudeau został trenerem. W latach 1973–1982 pracował z młodzieżą w FC Nantes. W 1982 roku zastąpił Jeana Vincenta na stanowisku pierwszego trenera Nantes. W sezonie 1982/1983 doprowadził ten klub do wywalczenia tytułu mistrza Francji. W 1988 roku przestał być trenerem Nantes i został zastąpiony przez Chorwata Miroslava Blaževicia. W 1991 roku Blažević odszedł z Nantes i został zmieniony przez Suaudeau. W sezonie 1994/1995 Nantes pod wodzą Suaudeau zostało mistrzem kraju, a w sezonie 1995/1996 dotarło do półfinału Ligi Mistrzów. W 1997 roku Suaudeau przestał być trenerem Nantes i został zastąpiony przez Raynalda Denoueixa.